# Michele Rocco
Michele Rocco (Adria, 30 luglio 1968) è un ex pallavolista italiano.
Giocava nel ruolo di centrale.

## Carriera
La carriera di Michele Rocco comincia nel 1983 nel Codognè, in Serie C1. Nel 1985 passa all'Antares Vittorio Veneto, in Serie B, con la quale al termine della stagione 1986-87 ottiene la promozione in Serie A2: l'annata successiva i diritti della squadra vengono ceduti alla famiglia Benetton che fonda la Sisley Treviso, progetto a cui anche il giocatore prende parte. Rimarrà legato alla squadra trevigiana fino al 1991, ottenendo la promozione in Serie A1 e la vittoria della Coppa CEV 1990-91.
Nella stagione 1991-92 passa allo Schio Sport, club al quale resta legato fino alla fine della carriera nel 2005, eccetto nella stagione 1998-99 che viene ingaggiato dal Mezzolombardo Volley in serie cadetta: con la squadra veneta disputa campionati di Serie A1, Serie A2 e di Serie B1, senza raggiungere mai alcun risultato rilevante; viene inoltre convocato nel periodo tra il 1993 e il 1995 nella nazionale italiana.

## Palmarès

### Club
- Coppa CEV: 1

1990-91